# Bromont
Bromont es una ciudad de la provincia de Quebec, Canadá. Está ubicada en el municipio regional de condado de Brome-Missisquoi y a su vez, en la región de Montérégie-Est en Montérégie. Hace parte de las circunscripciones electorales de Brome-Missisquoi a nivel provincial y de Brome−Missisquoi a nivel federal.

## Geografía
Bromont se encuentra ubicada en las coordenadas 45°19′00″N 72°39′00″O / 45.31667, -72.65000. Según Statistique Canada, tiene una superficie total de 114,42 km² y es una de las 1135 municipalidades en las que está dividido administrativamente el territorio de la provincia de Quebec.

## Demografía
Según el censo de 2011, había 7649 personas residiendo en esta ciudad con una densidad de población de 66,9 hab./km². Los datos del censo mostraron que de las 6049 personas en 2006, en 2011 el cambio poblacional fue un aumento de 1600 habitantes (26,5%). El número total de inmuebles particulares resultó de 4293 con una densidad de 37,52 inmuebles por km². El número total de viviendas particulares que se encontraban ocupadas por residentes habituales fue de 3290.